# Victoire Léodile Béra
Victoire Léodile Béra (Lusignan, 18 de agosto de 1824 — Paris, 20 de maio de 1900) foi uma romancista, jornalista e feminista francesa.

## Vida
Ela nasceu em Lusignan, Vienne, na praça da Câmara Municipal, em 1824. Lá permaneceu até 1830, quando seu pai se mudou para Champagné-Saint-Hilaire, onde era juiz. Ela deixou a região em 1851 para Lausanne na Suíça, onde se casou com Grégoire Champseix, que estava lá desde a primavera de 1849 após fugir da repressão devido a sua contribuição para a revolução de 1848 e posteriormente da polícia de Napoleão III.
Em 1866, um grupo feminista chamado Société pour la Revendication du Droit des Femmes começou a se reunir na casa de André Léo, em Paris. Os membros incluíram Paule Minck, Louise Michel, Eliska Vincent, Élie Reclus e sua esposa Noémie, Jules Simon e Caroline de Barrau. Maria Deraismes também participou. Por causa da ampla gama de opiniões, o grupo decidiu se concentrar no tema da melhoria da educação de meninas.
André Léo lutou com os republicanos franceses, mais tarde durante a Comuna de Paris, e na Associação Internacional de Trabalhadores. Viajando pela Europa, estudou e trabalhou para melhorar a condição feminina de sua época. Ela morreu em Paris em 1900, depois de realizar muitos trabalhos: inúmeros romances, contos e ensaios, artigos e textos políticos. Seus escritos, especialmente sobre questões sociais e educacionais, expressam ideias que ainda permanecem altamente atuais.

## Publicações
- Attendre-Espérer, Paris, L. Hachette, 1868
- La Femme et les Mœurs : monarchie ou liberté, à compte d’auteur, 1869 disponível em Gallica
- Une vieille fille, Bruxelles, A. Lebègue Ed., 1874 (2a Ed., 1864, Paris, A. Faure Ed.)
- Un mariage scandaleux, Paris, Hachette Ed., 1862 (2a Ed., 1863, A. Faure Ed. ; 3a Ed., 1866, A. Faure Ed. ; 4e Ed., 1883, C. Marpon et E. Flammarion Ed.), reedição (2a 2000) par l’Association des publications chauvinoises (Chauvigny) disponível em Gallica
- Un divorce, Paris, bureaux du « Siècle », 1862 (2a Ed., 1866, Librairie Internationale, A. Lacroix, Verboeckhoven & C. Ed. ; 3a Ed., 1869, ibid.) disponível em Gallica
- Les Deux Filles de Monsieur Plichon, Paris, A. Faure Ed., 1865 (3a Ed., 1868, L. Hachette Ed.)
- Jacques Galéron, Paris, A. Faure Ed. (2a Ed., 1865, ibid. ; 3a Ed. 1868, bureaux de « La Coopération ») disponível em Gallica
- L’Idéal au village, Paris, Hachette et Cie, 1867 disponível em Gallica
- Aline-Ali, Paris, Librairie Internationale, A. Lacroix Verboeckhoven & C. Ed., 1869 (3e Ed., 1869, ibid.), reedição apresentada e anotada por Cecilia Beach, Caroline Granier e Alice Primi, Publications Chauvinoises, 2011.
- Le Père Brafort. Initialement publié dans Le Siècle en 1872. Réédité aux Presses Universitaires de Rennes. Collection Textes Rares. Introduction et notes d'Alice Primi et Jean-Pierre Bonnet. 2019.
- Légendes corréziennes, Hachette, 1870 disponível em Gallica
- La Commune de Malenpis, Librairie de la bibliothèque démocratique, 1874 disponível em Gallica
- La Grande Illusion des petits bourgeois, Paris, bureaux du « Siècle », 1876
- Marianne, Paris, bureaux du « Siècle », 1877, republicado (2a 2006) pela Association despublications chauvinoises (Chauvigny) disponível em Gallica
- Grazia, Paris, bureaux du « Siècle »
- L’Épouse du bandit, Paris, bureaux du « Siècle », 1880
- L’Enfant des Rudère, Paris, bureaux du « Siècle », 1881 (Ed., s.d., S.é. Monillot)
- Les Enfants de France, Poitiers, 1890
- La Justice des choses, Poitiers, P. Blanchier, 2 vol., 1891 (2a Ed., 1893, ibid.), 1a parte : Une maman qui ne punit pas ; 2a parte : Les aventures d’Edouard
- Le Petit Moi, Paris, M. Dreyfous Ed., 1892
- En chemin de fer. Aux habitants des campagnes, Nancy, impr. Nancéienne, 1898
- La Famille Audroit et l’éducation nouvelle, Paris, E. Duruy, 1899
- Coupons le câble, Fischbacher, 1899, reeditada com um prefácio de Alice Primi, Editions Dittmar, 2012, disponível em Gallica
- Le Père Brafort, feuilleton paru en russe dans la revue Besieda, Moscou, n°1-5, n°7, n°9-12, jan.-dez. 1872 puis dans Le Siècle, 26 nov. 1872-8 fev. 1873, então no Musée littéraire, 1a. série, tomo 45, p. 211-336, Bureau du Siècle, 1875.